# Michael Tol
Michael Tol (Purmerend, 28 mei 1991) is een Nederlands voetballer. De middenvelder staat onder contract bij FC Volendam. 
Hij is familie van drie andere voetballers: Nick Tol, Leon Tol en Kees Tol. Na zijn vertrek bij FC Volendam ging hij zaalvoetballen bij ZVV Volendam.